# Raymond Steijvers
Raymond Steijvers (Geleen, 24 mei 1967) is een voormalig Nederlandse handballer. Hij begon op acht jarige leeftijd met handballen bij Blauw-Wit. Met uitzondering van een jaar bij Tachos, speelde Steijvers voor het grootste deel van zijn spelerscarrière bij Blauw-Wit. Hierna heeft hij bij Maasmechelen 65 gespeeld.
 Marc Boers ·
Jo Delpire ·
 Bart Eijkeboom ·
Kevin Emmers ·
 Marcel Eurlings ·
Pascal Grossi ·
Sven Kikken ·
 Dennis Mennens ·
 Paul Peters ·
Arne Schoefs ·
 Raymond Steijvers ·
Bart Steutelings ·
Eric Strauven ·
Ludo Thoné ·
 Ruud Wouters ·
Coach:  Richard Obrusik/George Brepoels
1. Dick Mastenbroek ·
2. Paul Verjans ·
3.  Frode Carlsson ·
4. Ralf Kerkhoffs ·
5. Leon Tummers ·
6.  Johan Lindahl ·
7. Raymond Steijvers ·
8. Maik Onink ·
9. Niek Storken ·
10. Marcel Eurelings ·
11. Marcel Penners ·
12. Theo Broers ·
13. Bart Hofmeyer ·
14. Richard Curfs ·
16. Appie Bogers ·
17. Robert Steijvers ·
Coach: Paul Coenen Wiel Mayntz
1. Theo Boers ·
2. Paul Verjans ·
4. Ralph Kerkhoffs ·
5. Leon Tummers ·
6. Serge van Heel ·
7. Raymond Steijvers ·
8. Swen Coonen ·
9. Niek Storken ·
10. Marcel Eurelings ·
11. Marcel Penners ·
12. Appie Bogers ·
13. Bart Hofmeyer ·
14. Maik Onink ·
15. Roel Goffin ·
16.  Abderajim Atmani ·
17. Patrick Veraart ·
Coach: Guus Cantelberg
· Assistent-coach: Maurice Canton
1. Theo Broers ·
2. Paul Verjans ·
3. Remco Jongen ·
4. Ralf Kerkhoffs ·
5. Maurice Steijvers ·
6. Paul Verjans ·
7. Raymond Steijvers ·
8. Carl Cammaert ·
9. Niek Storken ·
10. Marcel Eurlings ·
11. Swen Kikken ·
13. Bart Hofmeyer ·
14. Eddy Janssen ·
15. Roel Goffin ·
16. Appie Bogers ·
17. Ruud Wouters ·
Coach: Guus Cantelberg
1. Mark Broers ·
2. Paul Verjans ·
3. Remco Jongen ·
5. Thomas Feyen ·
6. Raymond Creemers ·
7. Raymond Steijvers ·
8. Edwin Janssen ·
9. Paul Verjans ·
11. Swen Kikken ·
10. Marcel Eurlings ·
12. Ruud Wouters ·
13. Marco Houben ·
14. Eddy Janssen ·
15. Maurice Steijvers ·
16. Frans Cobben ·
Coach: Paul Coenen
Jacques Beaumont ·
Raymond Cremers ·
Marcel Eurlings ·
Eddy Janssen ·
Jo Jessen ·
Remco Jongen ·
Jacques Josten ·
Jos op den Kamp ·
André Lucas ·
Hus Noya ·
Harold Nüsser ·
Sjoerd Revenich ·
Paul Verjans ·
Maurice Steijvers ·
Raymond Steijvers ·
Rob Verbeek ·
Coach: Peter Verjans
1. Jean Last ·
2. Paul Verjans ·
3. Eddy Janssen ·
4. Richard Soirée ·
5. Maurice Steijvers ·
7. Ronald van Oostenbrugge ·
7. Paul Coenen ·
8. Maurice Janssen ·
9. Guido Janssen ·
11. Ronald Habraken ·
12. Jacques Josten ·
13. Rob Verbeek ·
14. Raymond Steijvers ·
15. Loek Geurten ·
16. André Lucas ·
Coach: Guus Cantelberg
· Assistent-coach: Wiel Mayntz
1. Jean Last ·
2. Paul Verjans ·
3. Ton van den Essen ·
4. Maurice Steijvers ·
5. Richard Soirée ·
6. Jos van der Kerkhof ·
7. Paul Coenen ·
8. Maurice Janssen ·
9. Guido Janssen ·
10. Arthur Huntjens ·
11. Ronald Habraken ·
12. Jacques Josten ·
13. Rob Verbeek ·
14. Raymond Steijvers ·
Coach: Guus Cantelberg
Ruud Bons ·
Paul Coenen ·
Peter Cremers ·
Ton van de Essen ·
Loek Geurten ·
Ronald Habraken ·
Arthur Huntjens ·
Guido Janssen ·
Jacques Josten ·
Rob van Kaldekercken ·
Rob Kouwenhoven ·
Jean Last ·
Maurice Steijvers ·
Raymond Steijvers ·
Rob Verbeek ·
Paul Verjans ·
Coach: Guus Cantelberg
Rinus Alleman ·
Ruud Bons ·
Frans op de Camp ·
Paul Coenen ·
Leon Dirks ·
Harry Douven ·
Loek Geurten ·
Ronald Habraken ·
Arthur Huntjens ·
Guido Janssen ·
Jacques Josten ·
Rob van Kaldekercken ·
Jean Last ·
Maurice Steijvers ·
Raymond Steijvers ·
Roel Teney ·
Reinhard Titel ·
Rob Verbeek ·
Paul Verjans ·
Coach: Guus Cantelberg
Nico Beekman ·
Frans op de Camp ·
Paul Coenen ·
Ronald Habraken ·
Arthur Huntjens ·
Jacques Josten ·
Jan Majoor ·
Maurice Steijvers ·
Raymond Steijvers ·
Roel Teney ·
Marcel Timmermans ·
Reinhard Titel ·
Rob Verbeek ·
Cor Vincent ·
Coach: Guus Cantelberg
1. Willy Wulterkens ·
2. Peter Verjans ·
3. Frank van Hout ·
4. Cor Vincent ·
5. Paul Smeets ·
6. Reinhard Titel ·
7. Paul Coenen ·
8. René Kivit ·
9. Jan Majoor ·
10. Arthur Huntjens ·
11. Ronald Habraken ·
12. Jacques Josten ·
13. Rob Verbeek ·
14. Raymond Steijvers ·
15. Roel Teney ·
17. Maurice Steijvers ·
Coach: Guus Cantelberg